# Hieronymus Wilms
Hieronymus Wilms OP (* 7. Juni 1878 in Günhoven; † 25. November 1965 in Düsseldorf-Heerdt) war ein deutscher Dominikaner und Theologe.

## Leben
1887 trat Wilms in den Dominikanerorden ein. Nach der Priesterweihe am 14. August 1904 war er bis 1919 Lehrer und Präfekt am Ordenskolleg in Venlo. 1925 wurde er auf den Lehrstuhl für Moral im Ordensstudium der Dominikaner in Düsseldorf berufen. Später lehrte er an der Philosophisch-Theologischen Hochschule der Dominikaner in Walberberg. Er ist auf dem Südfriedhof in Düsseldorf beigesetzt.

## Schriften (Auswahl)
- Der heilige Hyazinth und seine Gefährten. Dülmen 1913, OCLC 249922674.
- Der selige Heinrich Seuse. Dülmen 1914, OCLC 4963336.
- Sühnende Liebe im Leben und in der Gründung der Mutter Dominika Klara Moes. Dülmen 1918, OCLC 249921811.
- Das Beten der Mystikerinnen dargestellt nach den Chroniken der Dominikanerinnenklöster zu Adelhausen, Diessenhofen, Engeltal, Kirchberg, Ötenbach, Töss, Unterlinden und Weiler. Freiburg im Breisgau 1923, OCLC 1281565228.